# Ray Campbell
Ray Campbell (* in den USA) ist ein US-amerikanischer Schauspieler, der durch die Rolle des Tyrus Kitt aus der Fernsehserie Breaking Bad und dessen Prequel Better Call Saul Bekanntheit erlangte.

## Werdegang
Ray Campbell besuchte das Emerson College und die University of Southern California. Er erhielt Improvisationsunterricht von Kathy Najimy und sammelte am La Jolla Playhouse Bühnenerfahrung. Ray Campbell war 1996 das erste Mal vor der Kamera zu sehen. Er spielte eine kleine Rolle in dem Film Nacht über Manhattan. Danach folgten vor allem Episodenrollen in Serien wie Angel – Jäger der Finsternis, The District – Einsatz in Washington, Cold Case – Kein Opfer ist je vergessen oder Girlfriends, bevor er ab 2005 eine wiederkehrende Rolle in der Serie The Shield – Gesetz der Gewalt übernahm.
Größere internationale Bekanntheit erlangte Campbell durch die Rolle des Leibwächters Tyrus Kitt in der Fernsehserie Breaking Bad im Jahr 2011, für die er zusammen mit der restlichen Besetzung für einen Screen Actors Guild Award in der Kategorie Bestes Schauspielensemble in einer Dramaserie nominiert wurde. Diese Rolle übernahm er auch ab 2017 im Spin-off Better Call Saul. Danach wurde er auch in Filmen wie Super Athlete besetzt. Von 2015 bis 2016 übernahm er als Curtis eine Rolle in der Serie For Better or Worse. Von 2019 bis 2020 wirkte er als Solomon Vick in der Serie How to Get Away with Murder mit.

## Filmografie (Auswahl)
- 1996: Nacht über Manhattan (Night Falls on Manhattan)
- 2000: Angel – Jäger der Finsternis (Angel, Fernsehserie, Episode 2x03)
- 2000: The District – Einsatz in Washington (The District, Fernsehserie, Episode 1x03)
- 2001: Double Deception
- 2002: Haunted (Fernsehserie, Episode 1x05)
- 2004: Cold Case – Kein Opfer ist je vergessen (Cold Case, Fernsehserie, Episode 1x12)
- 2004: Girlfriends (Fernsehserie, Episode 5x03)
- 2005–2008: The Shield – Gesetz der Gewalt (The Shield, Fernsehserie, 5 Episoden)
- 2008: Women’s Murder Club (Fernsehserie, Episode 1x11)
- 2009: The Unit – Eine Frage der Ehre (The Unit, Fernsehserie, Episode 4x15)
- 2009: Navy CIS (NCIS, Fernsehserie, Episode 6x18)
- 2010: Parenthood (Fernsehserie, Episode 1x10)
- 2011: Trail of Blood
- 2011: Breaking Bad (Fernsehserie, 10 Episoden)
- 2013: Super Athlete
- 2014: Gang Related (Fernsehserie, 2 Episoden)
- 2014: Brooklyn Nine-Nine (Fernsehserie, Episode 2x01)
- 2015: Navy CIS: L.A. (Fernsehserie, Episode 6x23)
- 2015–2016: For Better or Worse (Fernsehserie, 5 Episoden)
- 2016: Supergirl (Fernsehserie, Episode 1x14)
- 2016: Navy CIS: New Orleans (NCIS: New Orleans, Fernsehserie, Episode 3x07)
- 2017: Cross Wars
- 2017–2022: Better Call Saul (Fernsehserie, 17 Episoden)
- 2017: SEAL Team (Fernsehserie, Episode 1x04)
- 2017–2018: Colony (Fernsehserie, 2 Episoden)
- 2018: The Gifted (Fernsehserie, 2 Episoden)
- 2019–2020: How to Get Away with Murder (Fernsehserie, 6 Episoden)
- 2020: The Haves and the Have Nots (Fernsehserie, 5 Episoden)
- 2020: From a Son
- 2021–2022: All American (Fernsehserie, 7 Episoden)
- 2022: S.W.A.T. (Fernsehserie, Episode 5x12)